# Mästerby församling
Mästerby församling var en församling i Visby stift och i Gotlands kommun i Gotlands län. Församlingen uppgick 2012 i Sanda, Västergarn och Mästerby församling.

## Administrativ historik
Församlingen har medeltida ursprung. 
Församlingen utgjorde under medeltiden ett eget pastorat för att därefter till 2002 vara annexförsamling i pastoratet Sanda, Västergarn och Mästerby som 1962 utökades med Hejde och Väte församlingar. Från 2002 till 2012 var församlingen annexförsamling i pastoratet Klinte,  Eksta, Fröjel, Hejde, Mästerby, Sanda, Sproge, Västergarn och Väte. Församlingen uppgick 2012 i Sanda, Västergarn och Mästerby församling.

## Kyrkor
- Mästerby kyrka